# Marc Moret

Marc Moret (1983)

Marc Moret (* 15. November 1923 in Ménières; † 17. März 2006 in Lausanne) war ein Schweizer Manager.
Nach der Matura am Kollegium St. Michael in Freiburg studierte Moret an der Universität Freiburg sowie der Pariser Sorbonne und promovierte 1949 in Freiburg zum Doktor der Nationalökonomie. Nach verschiedenen Stationen trat er 1968 in das Pharma- und Chemieunternehmen Sandoz in Basel ein. Er stieg 1981 zum Vorsitzenden der Unternehmensleitung auf, ein Amt, welches er bis 1993 bekleidete. Von 1985 bis zur Gründung von Novartis war er auch Vorsitzender des Verwaltungsrates.
Moret geriet 1986 in die öffentliche Kritik, weil nach einem Grossbrand im Sandoz-Werk Schweizerhalle der Rhein mit Chemikalien verseucht wurde. Er war Hauptarchitekt der Fusion von Sandoz mit der ebenfalls in Basel angesiedelten Ciba-Geigy AG zur Novartis AG, die 1996 verkündet wurde. Es handelte sich dabei um die bis zu diesem Zeitpunkt grösste Unternehmensfusion. Leiter der neuen Gesellschaft wurde Daniel Vasella, der Ehemann einer Nichte Morets. 
Ein Bruder von Marc Moret war der Komponist Norbert Moret (1921–1998).

## Einzelnachweis
1. ↑  Katharina Blansjaar: Der einsame Patriarch. In: Neue Zürcher Zeitung. 26. März 2006, abgerufen am 11. Januar 2018: «Chef der neuen Konzernleitung wird Daniel Vasella, der wie Moret das katholische Gymnasium St-Michel besucht […] hatte.»

| Personendaten    | Personendaten     |
| ---------------- | ----------------- |
| NAME             | Moret, Marc       |
| KURZBESCHREIBUNG | Schweizer Manager |
| GEBURTSDATUM     | 15. November 1923 |
| GEBURTSORT       | Ménières          |
| STERBEDATUM      | 17. März 2006     |
| STERBEORT        | Lausanne          |